# Luthernotkirche

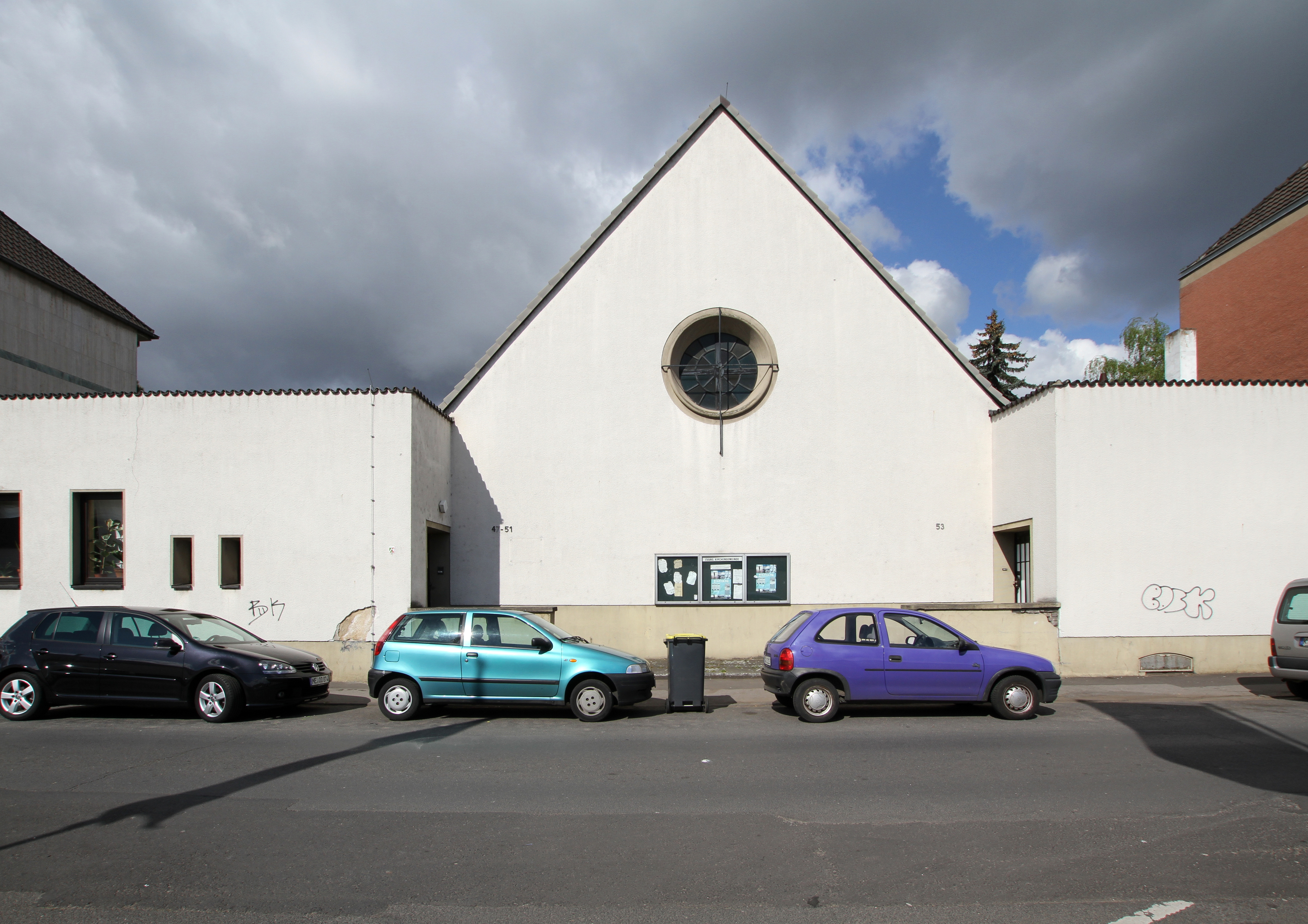
Luthernotkirche

Die Luthernotkirche ist ein evangelischer Sakralbau im Kölner Stadtteil Mülheim in Nordrhein-Westfalen.

## Geschichte

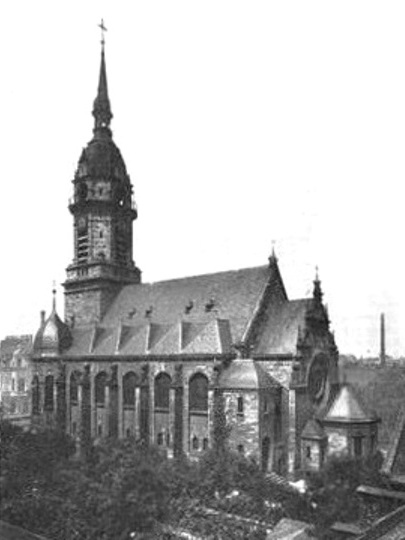
Lutherkirche 1910 (2012)

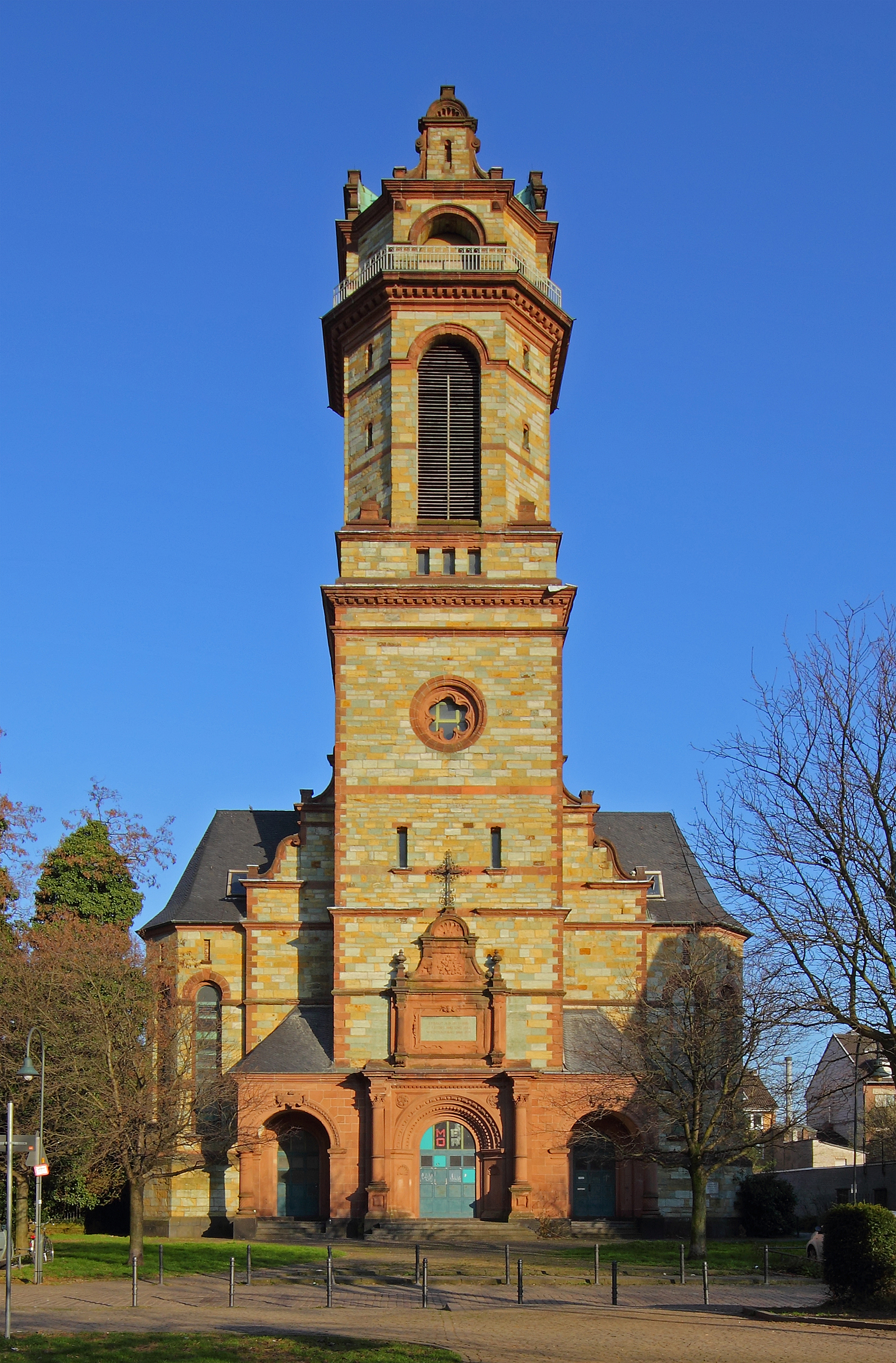
Turm der ehemaligen Lutherkirche (2012)

Die ehemalige Lutherkirche war die Zentralkirche der Mülheimer Gemeinde und entstand in den Jahren 1893 bis 1895 nach Entwürfen der deutschen Architekten Emil Schreiterer und Bernhard Below als Neorenaissance-Bau mit einer großen Emporenhalle. Die Kirche wurde 1944 durch Luftangriffe zerstört.
Das Kirchenschiff der heutigen Luthernotkirche wurde in den Jahren 1948 und 1949 nach Plänen des deutschen Architekturprofessors Otto Bartning neben der Turmruine der ehemaligen Lutherkirche aus deren Trümmern errichtet. Am 19. Juni 1948 fand die Grundsteinlegung statt. Eingeweiht wurde die Luthernotkirche am 16. Januar 1949 durch den damaligen rheinischen Präses Heinrich Held. Für den Bau spendeten die amerikanischen Lutheraner 10.000 Dollar.
Bartning entwarf noch weitere 48 Notkirchen in Deutschland. Von den noch existierenden Notkirchen ist die Mülheimer Luthernotkirche vollständig erhalten.

## Architektur

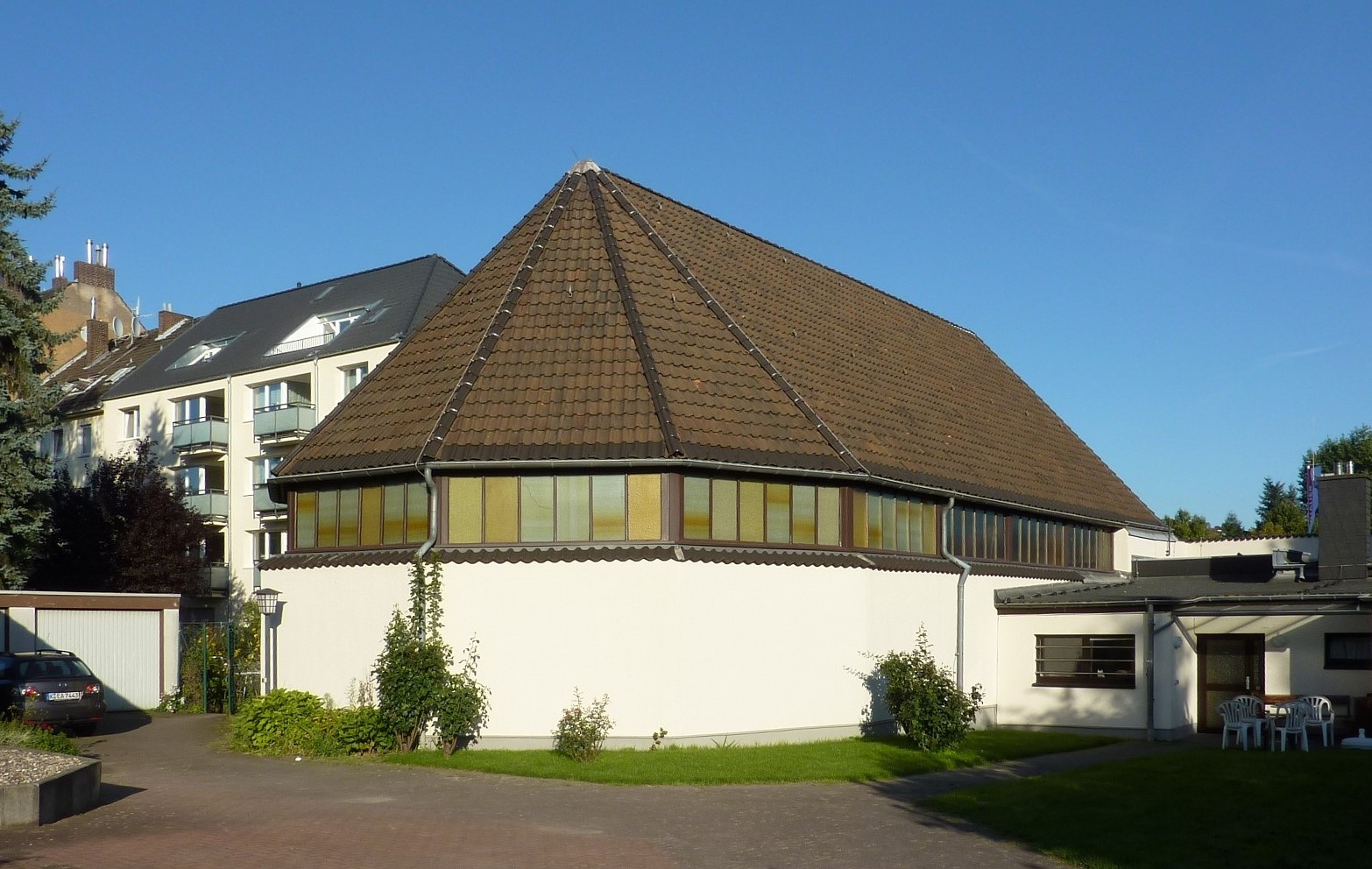
Außenansicht von der Chorseite (2013)

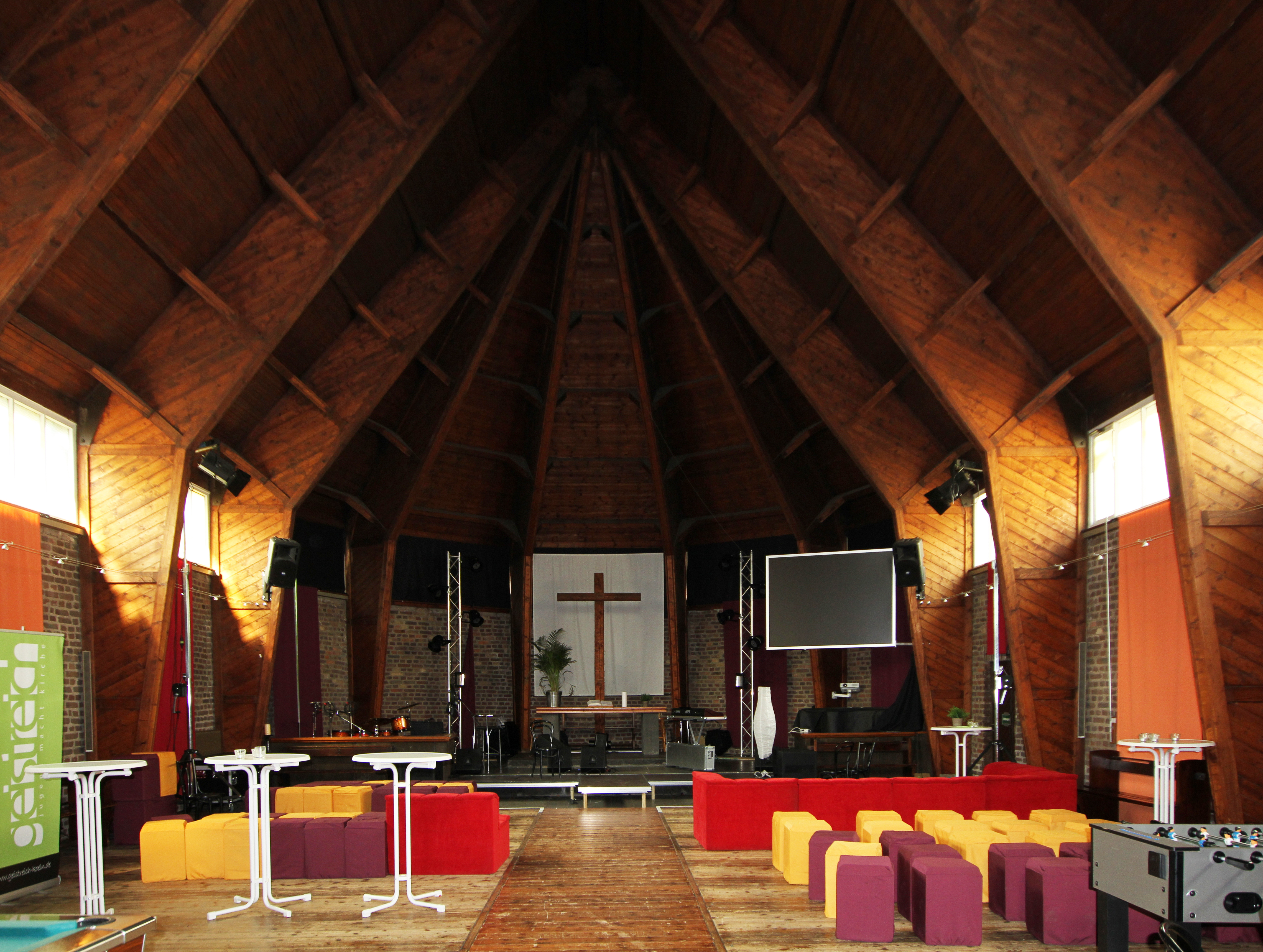
Innenraum (2012)

Der schlichte einschiffige Saalbau mit über 400 Sitzplätzen besitzt eine freitragende Holzkonstruktion, die den Raum horizontal und vertikal gliedert und in deren Zwischenräumen Trümmersteine der ehemaligen Lutherkirche eingemauert sind. Das Satteldach der Holzkonstruktion hat die Form eines umgekehrten Holzschiffs. In dem polygonalen Altarraum befindet sich ein hohes gemeißeltes Kreuz in Vierkantform.
Außen ist der Bau weiß verputzt und unter dem Dach mit einem umlaufenden Fensterband versehen. Er wird flankiert von zwei eingeschossigen Flachdach-Anbauten.
Der Turm, welcher den Zweiten Weltkrieg als Ruine überstand, wurde in vereinfachter Form wiederaufgebaut. Er besitzt achteckige Obergeschosse mit großen Rundfenstern sowie eine einfache Kupferbedachung, die seit 1966 die ursprüngliche Dachlaterne ersetzt. In den Jahren 1968 bis 1978 wurde er saniert.
Heute wird die Luthernotkirche als Proberaum für die Mülheimer Kantorei sowie als Jugendkirche genutzt.

## Denkmalschutz
Die Luthernotkirche wurde am 12. September 1988 unter Nummer 4692 in die Liste der Baudenkmäler im Kölner Stadtteil Mülheim eingetragen.